# Josa personata
Josa personata är en spindelart som först beskrevs av Simon 1897.  Josa personata ingår i släktet Josa och familjen spökspindlar.
Artens utbredningsområde är Ecuador. Inga underarter finns listade i Catalogue of Life.